# Swell Mountain
Swell Mountain est un sommet américain situé à la frontière des comtés de Raleigh et Summers, en Virginie-Occidentale. En s'élevant à 1 003 mètres d'altitude au sein des monts Allegheny, il constitue le point culminant du parc national de New River Gorge.